# Théodore Melchior Marchant
Pour les articles homonymes, voir Marchant.
Théodore Melchior Marchant, né le 17 mars 1750 à Haguenau (Bas-Rhin), est un général de brigade de la Révolution française.

## États de service
Il entre en service en 1772.
Le 15 septembre 1792, il devient capitaine au 94e régiment d’infanterie, et il sert en 1792 et 1793, à l’armée du Nord. Le 12 avril 1793, il est nommé lieutenant-colonel provisoire par le commandant en chef à l’armée du Nord, le général Dampierre.
Il est promu général de brigade provisoire le 20 septembre 1793, à l’armée des Ardennes, et le 7 septembre 1794, il est autorisé à quitter le service et à prendre sa retraite.

## Sources
- (en) « Generals Who Served in the French Army during the Period 1789 - 1814: Eberle to Exelmans »
- (pl) « Napoléon.org.pl »